# Jenevermuseum (Hasselt)
Het Jenevermuseum, voorheen Nationaal Jenevermuseum Hasselt, is sinds 1987 een museum te Hasselt (België) waar alle facetten van het jeneverstoken belicht worden. Het gebouw waarin het is gevestigd was van 1803 tot 1971 een stokerij en daarvoor een  kloosterhoeve van de Witte Nonnen.

## Gebouw

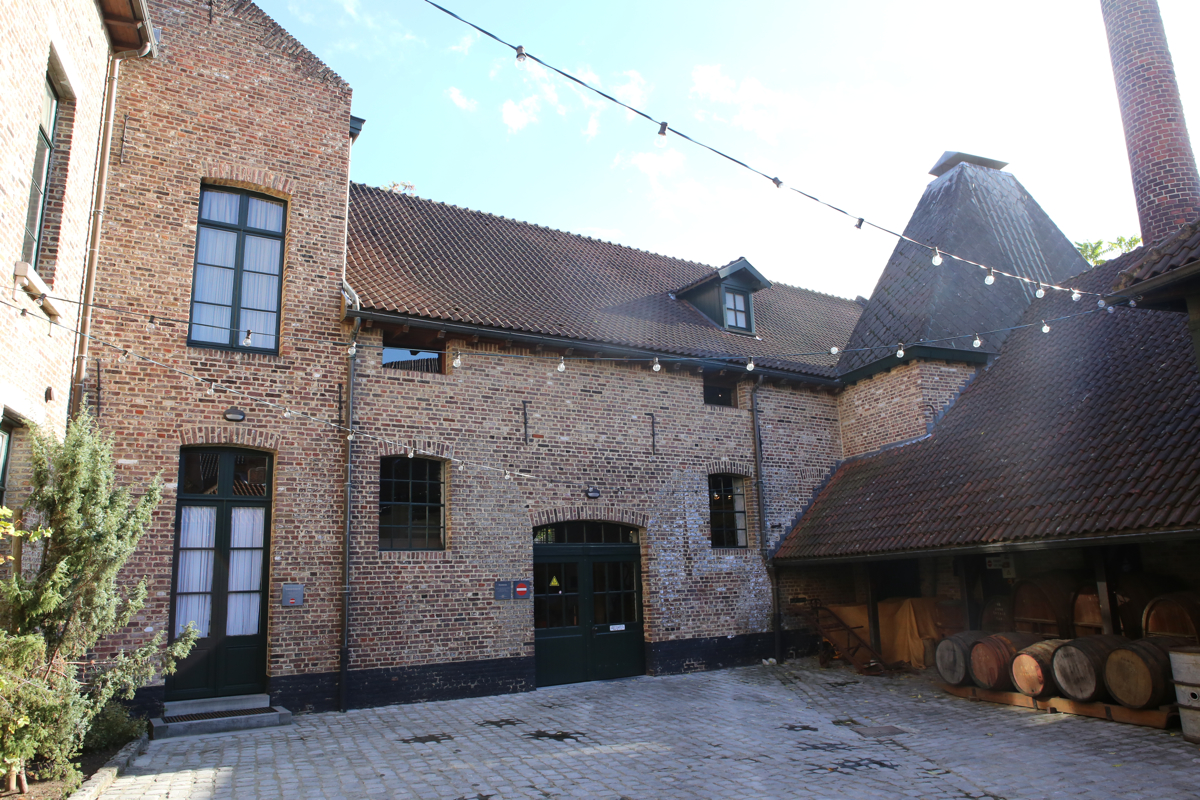
De binnenkoer (2013)

Het oorspronkelijke gebouw, gelegen aan de Hasseltse Witte Nonnenstraat nabij het vroegere begijnhof, was een kloosterhoeve van de zusters Penitenten van de Eenheid. Nadat de Fransen eind 18e eeuw de aangeslagen eigendommen van de zusters verkochten aan de familie Bamps werd het gebouw in 1803 omgevormd tot een stokerij. Nadien waren de families Stellingwerff en Theunissen de opeenvolgende eigenaars. Na het overlijden van de weduwe Theunissen viel de activiteit stil in 1971 en raakte de stokerij in verval. In deze periode kwam er aandacht voor industrieel erfgoed. Onder meer door acties van industrieel archeoloog Adriaan Linters en historicus Roland Wissels, die zelf een ambachtelijke stokerij bezat, werd in 1975 het gebouw bij koninklijk besluit beschermd. De gemeente Hasselt kocht pand aan in 1979 en liet het restaureren. In 1987 kon het door als museum in gebruik worden genomen.

## Museum

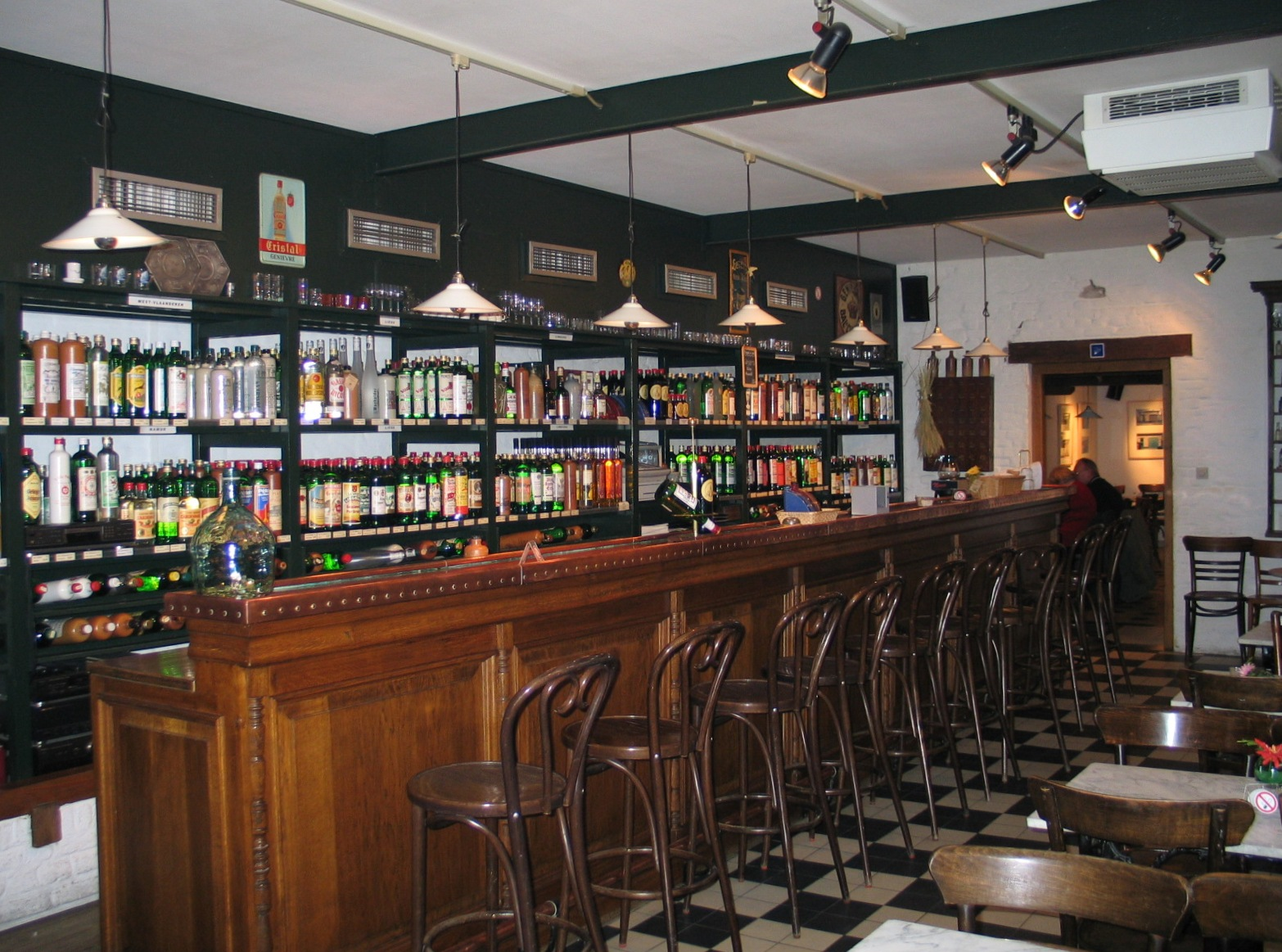
Het proeflokaal

Het museum stelt zich tot doel alle facetten te belichten die te maken hebben met de Belgische jenever. Vandaar het epitheton 'Nationaal'. Via de in 1981 aangekochte stookinstallatie kan het productieproces worden getoond. Deze 19de-eeuwse stookinstallatie is afkomstig uit de voormalige stokerij Servais in Géromont (Malmedy). Samen met een stoommachine en graanmolen uit dezelfde tijd vormt deze installatie de enige jeneverstookinstallatie in België en Nederland die volledig op stoom werkt. Het museum stookt er naar een 19de-eeuws recept.
Er grijpen regelmatig thematische tentoonstellingen plaats rond het verschijnsel 'jenever'. Er zijn regelmatig workshops en educatieve rondleidingen voor scholen. Voor de jeugd wordt niet alleen over alcohol gesproken maar men verruimt het verhaal naar het herkennen van geuren en smaken. Ook randfenomenen zoals accijnswetgeving en alcoholisme krijgen aandacht. Er kwamen in 2008  50 000 bezoekers over de vloer. De jaarlijkse Hasseltse jeneverfeesten verklaren deels het succes.
In 2014 onderging de permanente museumopstelling een grondige renovatie. De informatie wordt sindsdien aangeboden in een gevarieerde mix van collectiestukken, video- en audiofragmenten, animaties, museumquizzen, en geurelementen.
Het museum bestaat uit een:
- Binnenkoer
- Ossenstal - de ossen kregen het stookafval als voedsel
- Mouttoren
- Kiemzolder
- Molenzaal
- Stookzaal
- Bottelarij
- Accijnslokaal
- Schuur
- Woonhuis met proeflokaal

## Collectie
In het museum bevindt zich een verzameling van ongeveer 30.000 collectiestukken die verband houden met de Belgische gedistilleerde dranken. Het betreft onder andere 700 glazen flessen, 600 stenen stopen en kruiken, ruim 700 borrelglaasjes, 300 likeurglaasjes, 130 keramische voorwerpen, 365 affiches, 165 pancartes en bijna 9.000 etiketten. Een gedeelte van de collectie is online ontsloten via Erfgoedinzicht, Erfgoedplus.be en Europeana. De collectie van het museum bestaat uit verschillende deelcollecties.

### Kerncollectie
De kerncollectie bestaat uit:
- de industrieel-archeologische site van de vroegere ‘stokerij Stellingwerff/Theunissen’
- de 19de/20ste-eeuwse stookinstallatie met beslagkuip, gistkuipen, wortpomp, stookkolom, drafvat en alambiek, afkomstig uit stokerij Servais in Géromont
- de stoommachine afkomstig uit stoommelkerij Sint-Salvator in Booischot
- de graanmolen met molenstoel afkomstig van respectievelijk de vuurmolen van Overrepen en de landbouwstokerij Guilliams in Jeuk.

- De werkende stoommachine

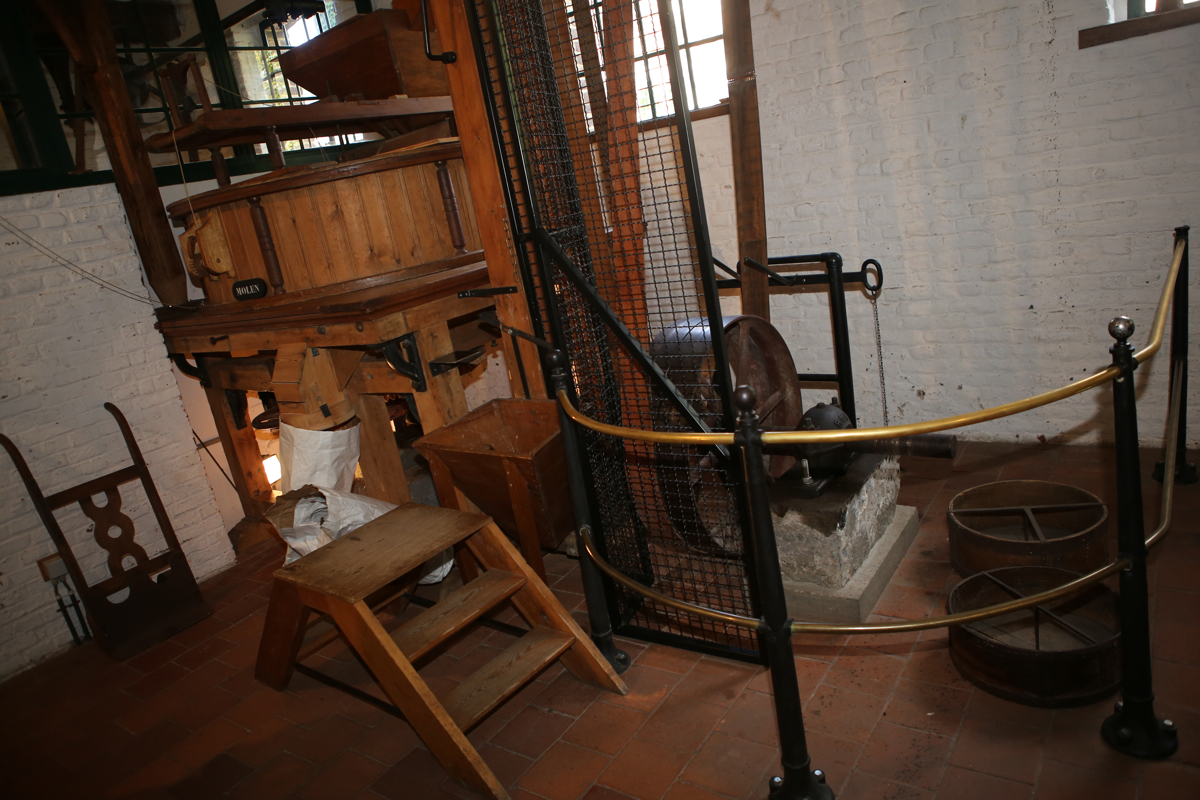
De graanmolen (2013)
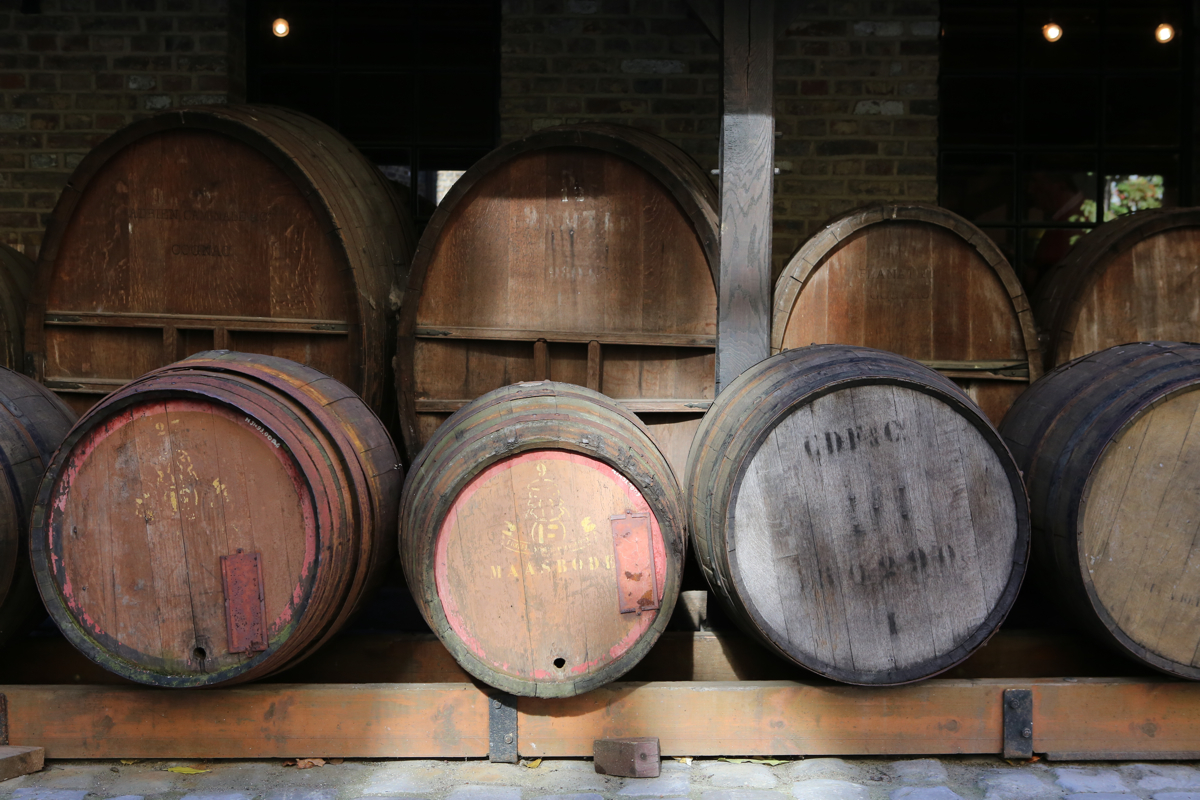
Houten vaten (bulkverpakking) (2013)
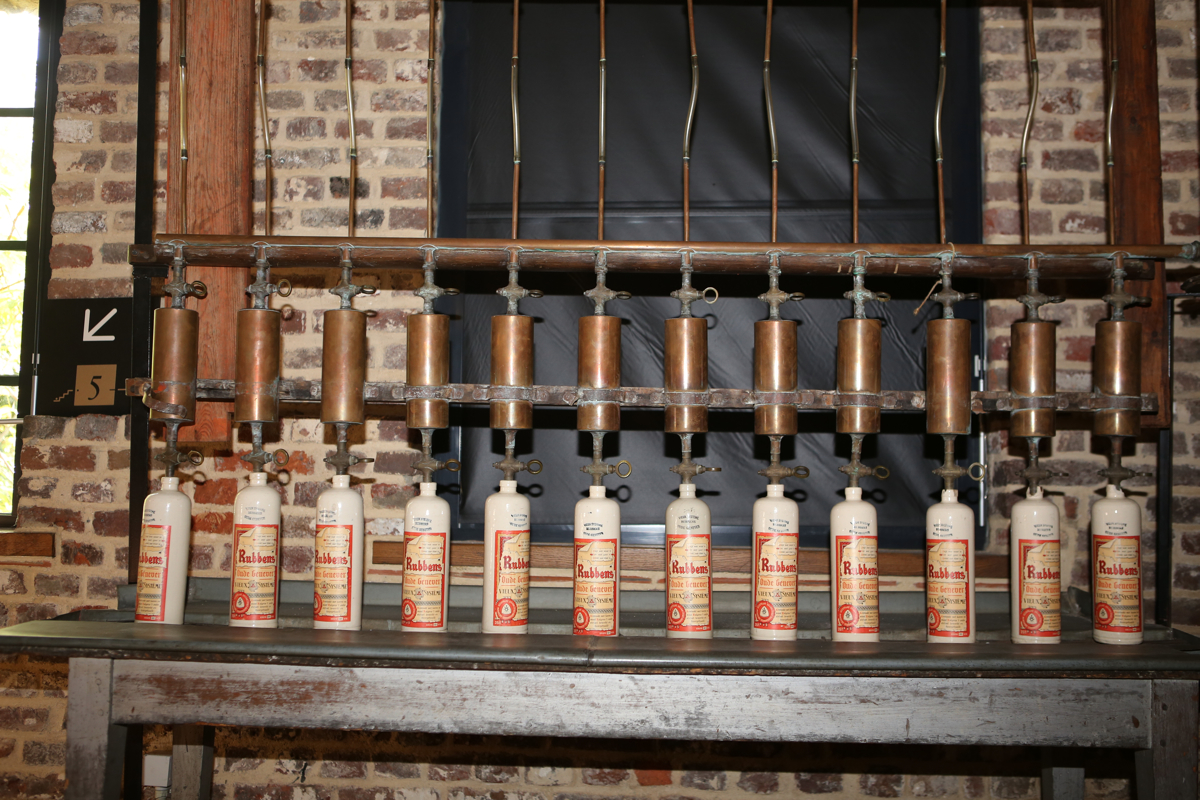
Een bottelapparaat (2013)
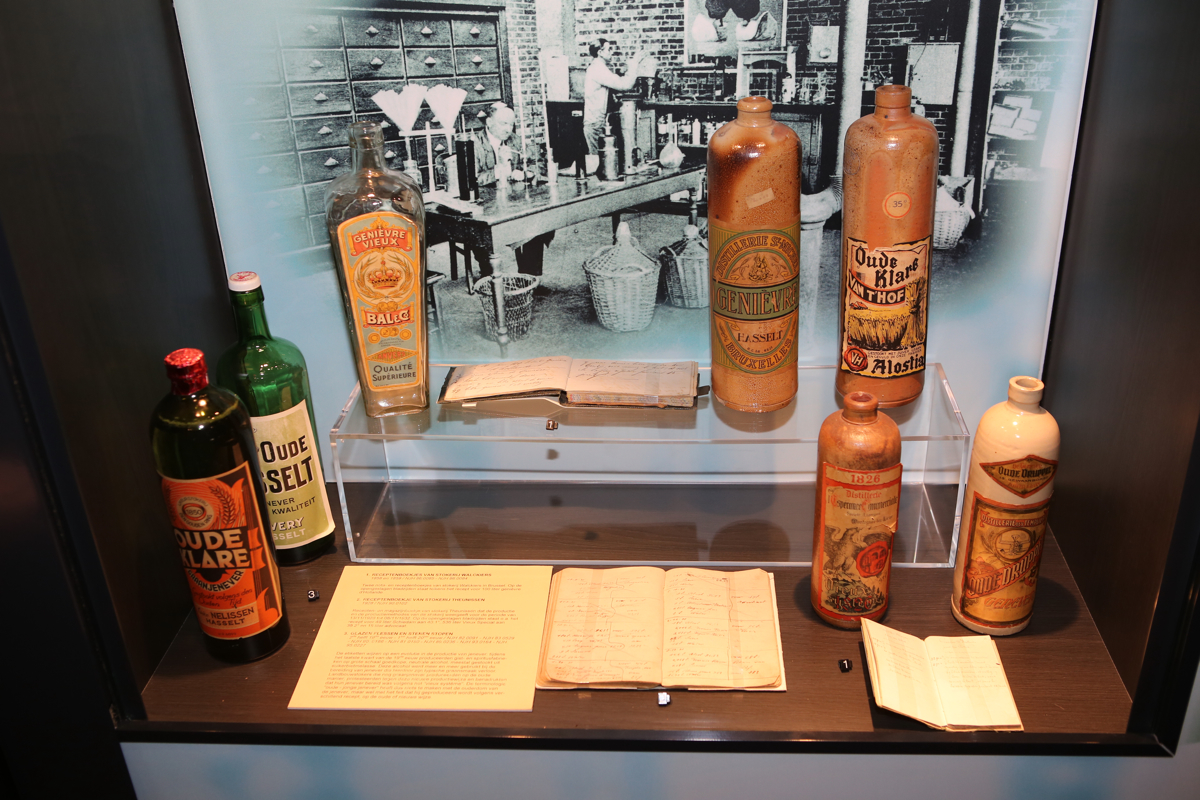
Een toonkast (2013)
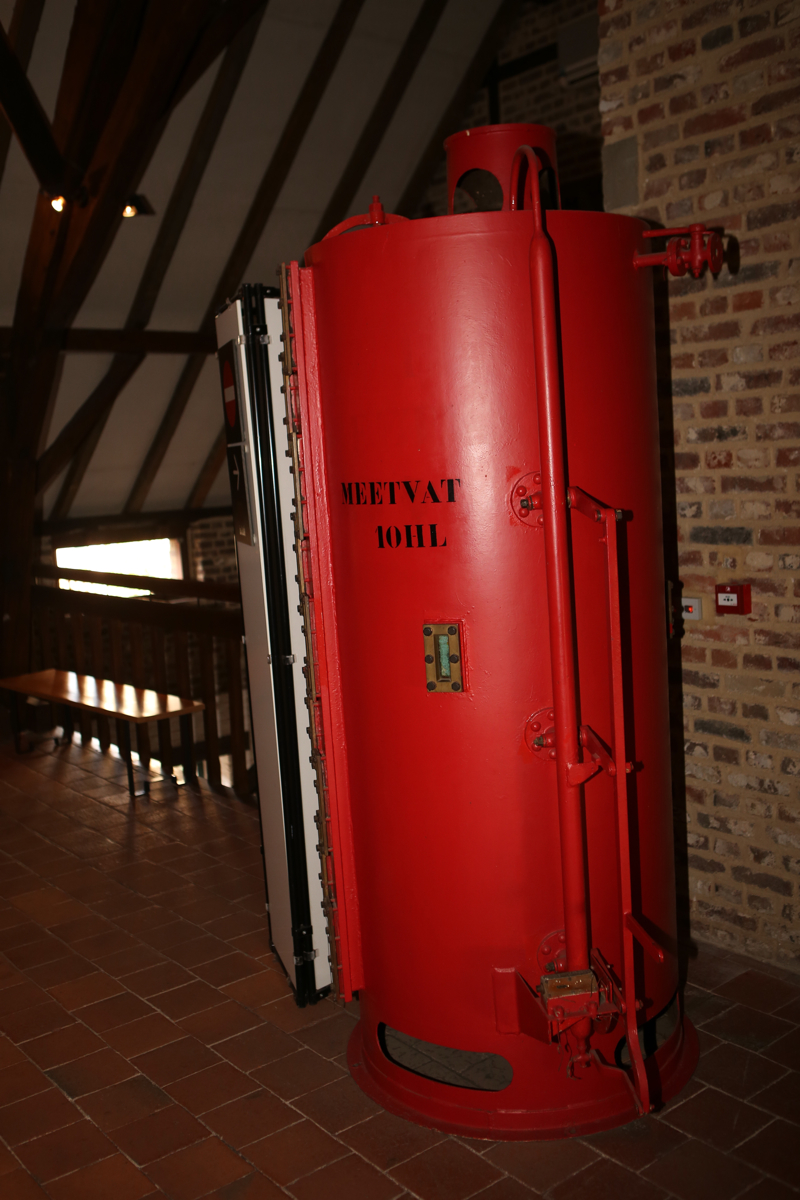
Een meetvat (2013)
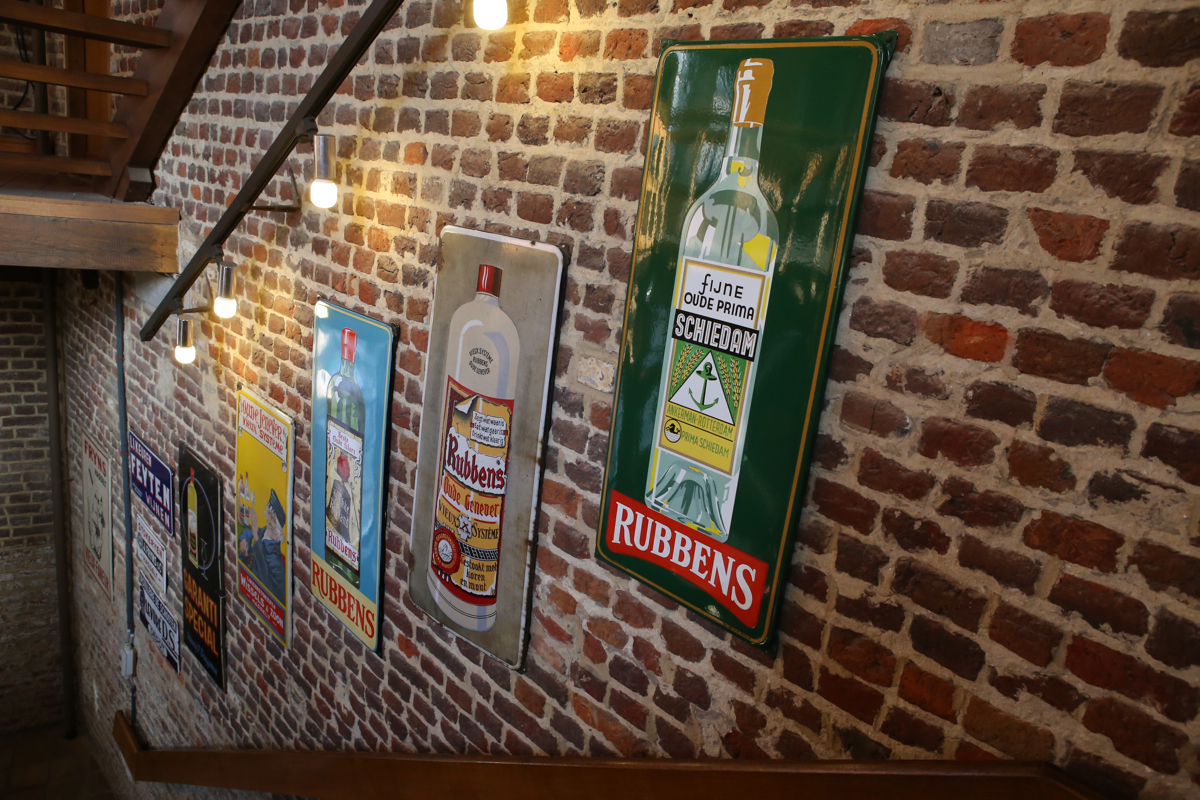
Authentiek promotiemateriaal (2013)

### Productieapparaten
Als productieapparaten staan in het museum onder andere distilleertoestellen voor moutwijn en likeuren, bottelapparaten, spoelapparaten, pompen, filters, etiketteermachines, stopsel- en capsuleertoestellen, meetapparatuur en labomateriaal.

### Promotiemateriaal
In het museum zijn verschillende voorbeelden van promotiemateriaal terug te vinden zoals affiches, afficheontwerpen, pancartes, uithangborden, displays, beursdiploma’s, medailles, prijslijsten, kalenders, postkaarten, publicitaire gadgets (sleutelhangers, kurkentrekkers, asbakjes, speelkaarten en reclamedrukwerk.

### Verpakkingsmateriaal
Er zijn in het museum voorbeelden aanwezig van bulkverpakking (zoals kratten, vaten en containers) alsook van detailverpakking (zoals flessen, sierkruiken en stopen). Er is ook een verzameling voorhanden van kurken, stoppen, capsules en etiketten.

### Consumptiemateriaal
Om jenever te drinken is er altijd nood geweest aan consumptiemateriaal. In het museum is er een ruim assortiment terug te vinden van borrelglazen, likeurglazen, karaffen, sifons en dienbladen.

### Beeldende kunst
In het museum zijn ook verschillende schilderwerken (portretten, café interieurs), etsen en cartoons terug te vinden in de collectie.

### Andere archiefstukken
Het museum maakt ook ruimte voor speciale andere archiefstukken:
- Wetgeving: Europese verordeningen, koninklijke besluiten, wetten en ordonnanties.
- Bedrijfsarchieven: briefhoofden, facturen, visitekaartjes, receptenboekjes, plannen, fotomateriaal ...
- Zeldzame en oude werken: catalogi, traktaten, essays en dergelijke

### Divers materiaal over nevenactiviteiten van het jeneverproductieproces
Het museum heeft ervoor gekozen om ook verschillende attributen over nevenactiviteiten van het jeneverproductieproces een plaats te geven, zoals attributen van kuiper, koperslager en glasblazer; daarnaast is er ook materiaal aanwezig dat gebruikt wordt binnen de productie van bier, wijn, gist en suiker alsook in de veeteelt en de landbouw.

## Actief cultureel en culinair erfgoed
In het ministerieel besluit van 9 juli 1997 werd jenever geografisch beschermd als culinair erfgoed der Lage Landen. Het museum bottelt en produceert verschillende huisproducten volgens oude receptuur met de 19de-eeuwse installatie. Dit zijn:
- Huisjenever (Blauwe Kruik)
- Hasseltse Vatgerijpte Huisjenever (Rode kruik)
- 100% Hasseltse Moutwijnjenever (Zwarte kruik)
- Huislikeuren:
  - Huiselixir
  - Oranjebitter
  - Goudwater
- Jeneverbessteentjes
- Sint-Lambertusdrèpke

In het proeflokaal kan de bezoeker, naast de huisgestookte jenever, meer dan 140 andere Belgische jenevers van een vijftigtal fabrikanten proeven. Men beperkt zich tot het aanbieden van de boven de 35 graden gestookte graanjenever.

## Televisieserie
In 2008 was het museum een van de locaties waar opnames werden gemaakt voor de televisieserie De Smaak van De Keyser. In 2009 liep er een tentoonstelling The making of in het museum over de realisatie van de serie. De cast en de crew gaven toen uitleg hoe de serie tot stand kwam en hoe zij zich inleefden in de plot. Voor de serie werden vele stukken uit de collectie uitgeleend zoals het materiaal voor het labo van Helena, de stempels van de accijnsbeambte en de ketels van de sluikstoker George. De museumstaf stelde haar kennis ter beschikking van de makers van de serie en corrigeerde waar nodig het scenario op technische onnauwkeurigheden.

## Standbeeld
Louis Willems, een Hasseltse arts die het immuniteitsprincipe ontdekte via het onderzoek van door longziekte besmette runderen, was de zoon van een jeneverstoker. Hij wordt herdacht met een standbeeld opgesteld naast het jenevermuseum.